# Edwin Ortmann
Edwin Ortmann (* 5. März 1941 in München; † 11. August 2023 in München) war ein deutscher Schriftsteller und Übersetzer.

## Leben
Edwin Ortmann war der Sohn eines Juristen und wuchs in München auf, wo er das Gymnasium und eine Sprachenschule absolvierte. Er hielt sich studienhalber in Großbritannien, Frankreich und Spanien auf. Er arbeitete als Mini-Car-Fahrer, Hilfsarbeiter, Impresario usw., um sein Studium und später sein Schreiben zu finanzieren. Nachdem er als Übersetzer für die  Sorbonne gearbeitet hatte, ließ er sich 1965 als freier Übersetzer und Journalist in München nieder. Er trat u. a. mit Essays zur lateinamerikanischen Literatur hervor. Ab Beginn der Achtzigerjahre veröffentlichte Ortmann auch literarische Werke. 1980 nahm er am Ingeborg-Bachmann-Wettbewerb in Klagenfurt teil. Er lebte in München und auf Formentera.
Edwin Ortmann war Verfasser von Romanen, Erzählungen, Essays und Hörspielen. Daneben übersetzte er bis 1981 aus dem Englischen,  Französischen und aus dem Spanischen.
Edwin Ortmann gehörte dem Verband deutscher Schriftsteller und dem Verband deutschsprachiger Übersetzer literarischer und wissenschaftlicher Werke an. Ab 1981 war er Vorstandsmitglied des Förderkreises Deutscher Schriftsteller in Bayern und im Vorstand des VS Bayern.
1981 erhielt er ein Stipendium des Deutschen Literaturfonds; 1993 war er Stadtschreiber von Semur-en-Auxois.
Anschließend widmete sich Ortmann vor allem dem Medium Hörspiel. Zuletzt entstanden: „Die Clowns, die Liebe, der Tod“ (SWR 2000); „Soledades - ein Leuchtturmkonzert“ (DLR/NDR 2001); „Die ersehnte Umarmung - Lorca, Dalí, Buñuel“ (NDR/DLR 2001); „Der letzte Leuchtturmwärter“ (SWR/DLR 2003).
In der Folgezeit kehrte Ortmann dem Literaturbetrieb den Rücken. 

## Werke

### Romane und Erzählungen
- Phönix, Stuttgart 1981 ISBN 3-421-06053-3
- Die Wunde kehrt ins Messer zurück, Stuttgart 1984 ISBN 3-608-95276-4
- Ein Wahnwitz von Liebe, Stuttgart 1988 ISBN 3-608-95421-X
- Nie wieder Mozart, Stuttgart 1992 ISBN 3-608-95848-7

### Hörspiele
- "Die rundeste Geschichte von der Welt" (NDR / WDR, 1984, Hörspiel des Monats)
- "Alaska: Land unter der Haut" (NDR / HR, 1985)
- "Klaus Störtebeker oder Nur der Lügner gelangt in den Besitzt der Wahrhei" (NDR / SDR, 1986)
- "Aus dem Augenleidenbuch" (NDR / SDR, 1987)
- "Der Idiot der Liebe" (RB, 1987)
- "Essen oder gegessen werden – zwei Frauen, ganz in Weiß" (NDR, 1989)
- "Das Ohr auf dem Tisch" (Vincent van Gogh, August Strindberg, Paul Gauguin) (SDR, NDR, BR, 1990)
- "Nie wieder Mozart" (über den abseitigen Mozart) (NDR / SDR, 1991)
- "Die Vakuumjäger" (SWF / MDR, 1992)
- "Freiheit ist keine Wahl haben" (SWF, 1993)
- "Letzte Liebe oder die Spiegelfalle" (Komödie über die Tragödie Guy de Maupassant) (MDR / SDR / NDR, 1994)
- "Das Reifen zum Biedermann" (über das Syndrom "Deutsch" anhand von August Lingner, Erfinder des Odol – Turnvater Jahn, Erfinder der deutschen Turnkunst – Hans Groß, Erfinder der Kriminalistik) (NDR / SDR / DLR, 1998)
- "Die Clowns, die Liebe, der Tod" (SWR, 2000)
- "Soledades – ein Leuchtturmkonzert" (DLR / NDR, 2001)
- "Die ersehnte Umarmung – Lorca Dalí Bunuel" (NDR / DLR, 2001)
- "Der letzte Leuchtturmwärter" (Feature über den Farero und Komponisten Javier de Arevalo) (SWR / DLR 2003)

### Übersetzungen
- Bruno Bettelheim: Erziehung zum Überleben, Stuttgart 1980 (übersetzt zusammen mit Rudolf Hermstein und Brigitte Weitbrecht)
- Bruno Bettelheim: Die Geburt des Selbst, Frankfurt am Main 1995
- Julien Bigras: Gute Mutter – böse Mutter, München 1975
- Alphonse Boudard: Helden auf gut Glück, Frankfurt am Main 1984
- Benjamin Capps: Die großen Häuptlinge, Amsterdam 1978
- David Cooper: Der Tod der Familie, Reinbek bei Hamburg 1972
- Régis Debray: Der Einzelgänger, Darmstadt 1976
- Carl Djerassi: Oxygen, Weinheim [u. a.] 2001
- David C. Douglas: Wilhelm der Eroberer, Stuttgart 1966
- Lawrence Durrell: Griechische Inseln, Reinbek bei Hamburg 1978
- Hans Jürgen Eysenck: Der durchsichtige Mensch, München 1983
- Hans Jürgen Eysenck: Der übersinnliche Mensch, München 1984 (übersetzt zusammen mit Bettina Runge)
- Mark Jury: Gramp, Frankfurt am Main [u. a.] 1983
- Nigel Harris: Die Ideologien in der Gesellschaft, München 1970 (übersetzt zusammen mit Norbert Wölfl)
- Jane Jacobs: Stadt im Untergang, Frankfurt (Main) 1970
- Claude Julien: Das amerikanische Imperium, Berlin [u. a.] 1969
- Frederick H. Kanfer: Lerntheoretische Grundlagen der Verhaltenstherapie, München 1975
- Randolph E. Osman: New York, München 1969
- Psychotherapie der Psychosen, München 1975
- Louis de Robien: Russisches Tagebuch 1917 bis 1918, Stuttgart 1968 (übersetzt zusammen mit Juliane Alfredsson)
- Ed Sanders: The family, Reinbek bei Hamburg 1972
- Harold Frederick Searles: Der psycho-analytische Beitrag zur Schizophrenieforschung, München 1974
- Gail Sheehy: In der Mitte des Lebens, München 1976
- Burrhus F. Skinner: Die Funktion der Verstärkung in der Verhaltenswissenschaft, München 1974
- Burrhus F. Skinner: Jenseits von Freiheit und Würde, Reinbek bei Hamburg 1973
- Burrhus F. Skinner: Wissenschaft und menschliches Verhalten, München 1973